# دام فالوفيلد
الأستاذة دام ليزلي جان فالوفيلد (من مواليد تشرين الأول 1949) عالمة نفس بريطانية في مجال السرطان وأستاذة علم الأورام النفسي بجامعة ساسكس. النتائج الرئيسية لبحثها هي عن تأسيس وسائل تقييم لقياس نوعية الحياة في التجارب السريرية لمرضى السرطان وتصميم برامج تعليمية لتحسين تواصل أطباء الأورام مع مرضاهم.

## المهنة
تدربت فالوفيلد في البداية كممرضة في مستشفى غاي في لندن قبل دراسة البكالوريوس في علم النفس التجريبي في جامعة ساسكس في عام 1980. ذهبت لإكمال الدكتوراه في الفيزياء النفسية في ساسكس وجامعة كامبريدج، خططت في الأصل لممارسة مهنة في العلوم البصرية لكن موت صديقها من داء الطّعم حِيَالَ الثَّوِيّ التالي لعملية زرع نخاع العظم لعلاج سرطان الدم النخاعي الحاد ألهمها التركيز على السرطان.
بدأت في عام 1984 العمل في وحدة التجارب السريرية في كلية الملك في لندن حيث وضعت معايير تقييم لقياس نوعية الحياة في تجارب سرطان الثدي، وهذه الوسائل قيد الاستخدام في جميع أنحاء العالم من عام 2016. تلقت فالوفيلد منحة من حملة أبحاث السرطان في أواخر الثمانينيات للبحث في مهارات التواصل لدى أطباء الأورام والمجالات المحتملة للتحسين، إذ ركزت على الاتصالات بين الأطباء ومرضاهم وخاصة في إيصال المفاهيم الطبية المعقدة وإعطاء الأخبار السيئة وتجهيز المرضى للمشاركة في التجارب السريرية. وقد دفعها ذلك إلى تصميم مواد تعليمية لتعزيز مهارات تواصل الأطباء ودراسة الآثار الناتجة عن ذلك على صحة المرضى ورفاهيتهم.
```
وفي عام 1990 أصبحت مديرة مركز أبحاث الاتصالات والاستشارات الخاصة بحملات أبحاث السرطان ومحاضرة في كلية الطب في مستشفى لندن وعُينَت كأول أستاذة في علم الأورام النفسي في المملكة المتحدة من قبل كلية لندن الجامعية في عام 1997.
[
8
]
 في عام 2001 انتقلت فالوفيلد من جامعة كاليفورنيا في لوس أنجلوس إلى جامعة ساسكس
[
6
]
، حيث عملت أستاذةً في علم الأورام النفسي في برايتون وكلية ساسكس الطبية ومديرة أبحاث وتعليم النتائج الصحية بجامعة ساسكس في المجموعة SHORE-C. وألّفت طوال حياتها المهنية قامت أكثر من 300 مقالة وفصول كتب وكتبًا مدرسية.
[
9
]
```

## أبحاثها
تشمل اهتمامات ليزلي البحثية ما يلي:
- تقييم تقارير نتائج للمرضى (PROs) في التجارب السريرية لعلاج السرطان من خلال تطوير وسائل التحقق من صحة نتائج المرض الموجود في الحالات السريرية المختلفة حول العالم مع دراسة نوعية للحياة الفرعية.
- تطوير وتقييم التداخلات الداعمة للأعراض والآثار الجانبية للسرطان وعلاجه. تطوير الاتصالات وتقييم الدورات التدريبية والمواد المبتكرة لمساعدة أخصائيي الرعاية الصحية على التواصل مع المرضى وأسرهم وزملائهم في العمل السريري.
- إحدى أهداف أبحاثها تحسين التواصل بين المتخصصين في الرعاية الصحية لمرضى سرطان الثدي المتعلقة بالاختبارات الجينية. من خلال العمل مع فريق متعدد التخصصات صممت الدكتورة فالوفيلد برنامجًا تدريبيًا تعليميًا لتمكين الأطباء والمستشارين في الأمراض الوراثية من مناقشة الموضوعات الصعبة مثل المخاطر الجينية والاختبار بطرق يمكن للمرضى فهمها بسهولة أكبر حيث يمكن لتقنياتها تخفيف القلق لدى النساء المؤهلات وراثيًا بشكل خطير للإصابة بسرطان الثدي ومساعدتهن على اتخاذ قرارات أكثر استنارة بشأن خيارات العلاج.[10]

ونظرًا إلى أن المزيد من النساء المعرضات لخطر الإصابة بسرطان الثدي يخضعن لاختبارات جينية فقد أُثيرت مخاوف بشأن قدرة الأطباء على شرح المعلومات المعقدة المتعلقة بالنتائج الوراثية لمرضاهم، لأن العديد منهن يفتقرن إلى التدريب اللازم للقيام بذلك بفعالية وحساسية وإذا ثبت نجاح هذا العمل فيمكن تطبيق منهج الدكتورة فالوفيلد لتحسين مهارات التواصل بين مستشاري الأورام والوراثة في المؤسسات الطبية في جميع أنحاء العالم.
طورت العديد من مقاييس التحقق من صحة تقارير نتائج مرضى السرطان والتي تُستخدم في العديد من التجارب السريرية على سرطان الثدي، ونشرت أكثر من 400 ورقة والعديد من الكتب و3 كتب مدرسية وهي تحاضر وتدير ورشات عمل تدريبية في جميع أنحاء العالم في علم الأورام النفسي الاجتماعي وتقييم نوعية الحياة ومهارات التواصل.

## التكريمات
انتُخبت فالوفيلد لأكاديمية العلوم الطبية في عام 2008 وحصلت على جائزة الإنجاز مدى الحياة BMJ Group في عام 2009 وجائزة الإنجاز مدى الحياة للتميز في الأورامPfizer/BOA في عام 2010. مُنحت رتبة الإمبراطورية البريطانية عام 2016[1] وحصلت على جائزة ESO Umberto Veronesi التذكارية (2019).

## الحياة الشخصية
لدى فلوفيلد طفلان، طبيب في طب الكبد وممرضة أطفال.